# Ё
Das Jo (Ё und ё) ist der siebte Buchstabe des russischen Alphabets, bestehend aus einem Е mit Trema. Er wird je nach Position im Wort als /jo/, /ʲo/, aber auch /ʲø/ und /o/ ausgesprochen. Silben, welche Ё enthalten, werden stets betont; siehe auch →Russische Phonetik#Vokale in betonten Silben.
Am 18. Oktober 1783 fand in Sankt Petersburg eine der ersten Sitzungen der Akademie des russischen Schrifttums statt, an der viele führende Literaten und Philologen der damaligen Zeit teilnahmen. Auf dieser Sitzung sprach sich die Präsidentin der Akademie Jekaterina Woronzowa-Daschkowa für die Einführung des Digraphen і᷍о für den entsprechenden Laut aus, was allerdings von kirchlicher Seite als unzulässig abgelehnt wurde. Zum ersten Mal erschien das gedruckte Ё im Jahre 1797 in der zweiten Auflage von Nikolai Karamsins Gedichtssammlung Die Äoniden. Am 24. Dezember 1942 wurde vom Volkskommissar für Bildung die obligatorische Verwendung des Buchstabens Ё im Schulunterricht angeordnet. Seit 1943 steht Ё als siebter Buchstabe im russischen Alphabet.
Ё wird vor allem in Druckerzeugnissen durch Е ersetzt, was insbesondere Neulinge der russischen Sprache verwirrt und Unklarheit bei russischen Namen schafft. Mit Ausnahme von Lehr- und Wörterbüchern gilt die Verwendung von Ё in der russischen Schriftsprache bis heute als nicht obligatorisch. Einige Schriftsteller und Verlagshäuser ersetzen es beständig durch Е, andere schreiben es in jedem passenden Wort. Für russische Muttersprachler bereitet die Verwendung von Е anstelle von Ё keine Schwierigkeiten beim Lesen. Im schriftlichen Kontext werden entsprechende Wörter erkannt und automatisch richtig ausgesprochen. Nur in seltenen Fällen ist der Buchstabe Ё zur Verdeutlichung einer richtigen Aussprache erforderlich. Hierbei handelt es sich entweder um Lehnwörter oder um solche russische Wörter, in denen die Abfolge von „е“ und „ё“ bedeutungsunterscheidend ist, z. B.: все (alle) und всё (alles).
Der Buchstabe Ё und seine Berechtigung zur Existenz ist im Russischen bis heute stark umstritten, wovon einige Artikel in einschlägigen Fachzeitschriften sowie zahlreiche Diskussionsforen im Internet zeugen.
Die meisten anderen kyrillisch geschriebenen slawischen Sprachen (zum Beispiel Bulgarisch, Serbisch) kennen den Buchstaben Ё nicht; Ausnahmen hiervon sind das Karpato-Russinische und das Belarussische. Der Buchstabe wird jedoch in zahlreichen kyrillisch-schriftlichen Sprachen Zentralasiens und des Kaukasus verwendet. In den meisten nichtrussischen Sprachen, die den Buchstaben verwenden, ist die Ersetzung von Ё durch einfaches Е unzulässig.

## Zeichenkodierung
Die beiden Zeichen sind im Zeichensatz ISO-8859-2 an Position 203 (Großbuchstabe „Ё“) und 235 (Kleinbuchstabe „ё“) enthalten. Sie sind außerdem im Unicode-Block Kyrillisch an den Codepunkten U+0401 (Großbuchstabe „Ё“) und U+0451 (Kleinbuchstabe „ё“) enthalten.
| Standard  | Standard    | Majuskel Ё                 | Minuskel ё               |
| --------- | ----------- | -------------------------- | ------------------------ |
| Unicode   | Codepoint   | U+0401                     | U+0451                   |
| Unicode   | Name        | CYRILLIC CAPITAL LETTER IO | CYRILLIC SMALL LETTER IO |
| UTF-8     | UTF-8       | D0 81                      | D1 91                    |
| XML/XHTML | dezimal     | &#1025;                    | &#1105;                  |
| XML/XHTML | hexadezimal | &#x0401;                   | &#x0451;                 |